# INUS-Bedingung
Die INUS-Bedingung wurde von dem australischen Philosophen John Mackie eingeführt. Sie soll im Rahmen einer Regularitätstheorie der Kausalität den Begriff der Ursache genauer explizieren. INUS steht für „insufficient, but necessary part of an unnecessary but sufficient condition“, zu deutsch etwa ‚nicht hinreichender, aber notwendiger Teil einer nicht notwendigen, aber hinreichenden Bedingung‘.

## Hintergrund
David Hume erarbeitete ein Verständnis von Kausalität, das heute als Humesche Metaphysik bezeichnet wird. Er führte für die Erklärung eines Ursache-Wirkungs-Zusammenhangs das Konzept der notwendigen und hinreichenden Bedingungen ein und stellt die These auf, dass es keine notwendigen kausalen Verbindungen in der Welt gibt, weil lediglich räumlich benachbarte Ereignisse in zeitlicher Abfolge beobachtet werden können. Für die Identifizierung von Ursachen und Wirkungen können wir nach Hume nur unsere Erfahrungen heranziehen, mit denen wir Regelmäßigkeiten bzw. Regularien beschreiben können. Schlussfolgerungen über zukünftige Ereignisse sind demnach nie vollständig gesichert, sondern bloß wahrscheinlich.
Das Humesche Verständnis von Kausalität ist jedoch nur für monokausale Zusammenhänge anwendbar. John Mackies Erweiterung ermöglicht hingegen auch die Erfassung von Zusammenhängen mit Multi-Kausalität. Heutige Regularitätstheorien der Kausalität verwenden meist die INUS-Bedingung, um der Vorstellung von mehreren Ursachen und Wirkungen eines Ereignisses gerecht zu werden.

## Anwendung
Als anschauliches Beispiel führt Mackie einen Hausbrand an, der durch einen elektrischen Kurzschluss verursacht, aber insgesamt erst durch das Zusammenspiel von Kurzschluss und benachbartem brennbaren Material bedingt wird. Er zeigt darin, wie die Aussage „der Kurzschluss ist die Ursache für die Brandwirkung“ nach der INUS-Bedingung zu verstehen ist:
- Der Kurzschluss ist ein nicht hinreichender Teil der Bedingung „Kurzschluss und brennbares Material“, weil er allein nicht zwangsläufig die Bedingung erfüllt.
- Der Kurzschluss ist ein notwendiger Teil der Bedingung „Kurzschluss und brennbares Material“, weil ohne ihn die Bedingung nicht erfüllt werden kann.
- „Kurzschluss und brennbares Material“ ist eine nicht notwendige Bedingung für den Hausbrand, weil sie auch durch andere Bedingungen (z. B. „Blitzeinschlag und brennbares Material“ oder „Brandstiftung“) ersetzbar ist.
- „Kurzschluss und brennbares Material“ ist eine hinreichende Bedingung für den Hausbrand, weil sie zwangsläufig zu der Brandwirkung führt.

Dieses Beispiel lässt sich enorm erweitern, je mehr Faktoren und vor allem potentielle Faktoren berücksichtigt werden. Zu der Bedingung lässt sich etwa „keine Sprinkleranlage“, „kein Blitzableiter“ oder „kein löschbefähigter Mensch im Haus“ hinzufügen. Eine Ursache ist nach Mackie also immer eine Teil-Bedingung, damit eine oder mehrere Wirkungen zustande kommen.
Voraussetzung der INUS-Bedingung ist stets auf Erfahrung beruhende Regelmäßigkeit. Erst wenn mehrmals beobachtet wurde, dass die Bedingung „elektrischer Kurzschluss und brennbares Material“ zu der Wirkung „Hausbrand“ geführt hat, kann man nach Mackie vom Kurzschluss als Ursache sprechen und mit genügender Wahrscheinlichkeit prognostizieren, Kurzschlüsse in Verbindung mit brennbarem Material werden zu einem Hausbrand führen.